# インナージャーニー
インナージャーニー（Inner Journey）は、日本のロックバンド。2019年結成。

## 経歴
- 2019年
  - 7月20日、バンドコンテスト『未確認フェスティバル2019』に出場を機にソロで活動していたカモシタサラのサポートバンドとして結成。
  - 8月10日、公式Twitter、Instagramを開設。
  - 8月25日、バンドコンテスト『未確認フェスティバル2019』ファイナリストとして出場。
  - 10月1日、正式なバンドとして結成[3]。
- 2020年
  - 3月18日、各サブスクリプションにて、1st Digital Single「クリームソーダ」を配信。
  - 5月9日、公式YouTubeチャンネルを開設。
  - 7月22日、各サブスクリプションにて、2nd Digital Single「エンドロール」を配信。
  - 11月11日、各サブスクリプションにて、3rd Digital Single 「会いにいけ!」を配信。
  - 12月9日、1st EP「片手に花束を」発売。
- 2021年
  - 3月24日、各サブスクリプションにて、4th Digital Single 「グッバイ 来世でまた会おう」を配信。
  - 5月22日、初となるワンマンライブ『インナージャーニーといっしょ』を開催。
  - 6月28日、公式TikTokアカウントを開設。
  - 8月11日、各サブスクリプションにて、5th Digital Single 「ペトリコール」を配信。
  - 9月1日、2nd EP 「風の匂い」発売。
  - 10月1日、結成2周年記念ワンマンライブ『インナージャーニーといっしょ vol.2 -風の匂い編-』をShibuya WWW Xにて開催[4]。
- 2022年
  - 3月5日、初の主催イベント『Another Journey vol.1』を下北沢シャングリラで開催[5]。ゲストとしてなきごとが出演[6]。
  - 10月1日、結成3周年ワンマンライブ『インナージャーニーといっしょ Vol.3 -内旅編-』を東京・duo MUSIC EXCHANGEで開催[7]。
  - 12月6日、『Another Journey vol.2 大阪編』を大阪・梅田Shangri-Laで開催。ゲストとして帝国喫茶が出演[8]。
  - 12月7日、『Another Journey vol.3 名古屋編』を名古屋ell. FITS ALLにて開催。ゲストとしてねぐせ。が出演[8]。
- 2023年
  - 10月6日、結成4周年ワンマンライブ『インナージャーニーといっしょvol.4 -ラストソング編-』を神奈川・横浜 1000 CLUBにて開催。このライブをもって、俳優業との両立が困難になったことを理由にKaito（ドラム）がバンドを脱退。以降は3人でインナージャーニーの活動を継続する[9][10]。
  - 12月20日、映画『ビューティフル・コンビニエンスワールド』主題歌として書き下ろした「ノイズラジオ」を配信リリース[11]。
  - 12月10日、台湾の音楽フェス『ROVING NATION FESTIVAL』に出演。このイベントがバンド初の海外ライブとなる[12][13]。
- 2024年
  - 5月15日、NHK土曜ドラマ『パーセント』主題歌として書き下ろした「きらめき」を配信リリース[14]。また5月27日には、映像作家の仲原達彦が監督を務め、バンド初のワンカット撮影で制作したミュージック・ビデオをバンドの公式YouTubeチャンネルで公開した[15]。
  - 9月4日、映画『とりつくしま』の主題歌として書き下ろした「陽だまりの夢」を配信リリース[16]。
  - 10月2日、3人体制移行後初のEP[注 1]『はごろも』を発売[16][17]。
  - 10月26日から11月15日まで、『東名阪ワンマンツアー2024「きらめき」』を開催[17][18]。
- 2025年
  - 2月18日、バンドの公式ホームページ及び公式Xにて、とものしん（ベース）が同月28日をもって脱退すること、またその後もインナージャーニーは活動を継続することを発表した[19][20]。

## メンバー
| 名前         | 担当            | 生年月日               | 出身地     | 血液型     |
| 現メンバー   | 現メンバー      | 現メンバー             | 現メンバー | 現メンバー |
| ------------ | --------------- | ---------------------- | ---------- | ---------- |
| カモシタサラ | ギター ボーカル | 2001年2月14日（24歳）  | -          | -          |
| 本多秀       | ギター          | 2001年1月23日（24歳）  | -          | B型        |
| 旧メンバー   |                 |                        |            |            |
| Kaito        | ドラムス        | 2001年4月13日（24歳）  | 東京都     | O型        |
| とものしん   | ベース          | 1999年10月25日（25歳） | -          | -          |

## ディスコグラフィー

### シングル
| #   | 配信日         | 作品名                    | 販売形態 | 最高順位 | 最高順位                |
| #   | 配信日         | 作品名                    | 販売形態 | オリコン | Billboard Japan Hot 100 |
| --- | -------------- | ------------------------- | -------- | -------- | ----------------------- |
| 1st | 2020年3月18日  | クリームソーダ            | 音楽配信 | -        | -                       |
| 2nd | 2020年7月22日  | エンドロール              | 音楽配信 | -        | -                       |
| 3rd | 2020年11月11日 | 会いに行け！              | 音楽配信 | -        | -                       |
| 4th | 2021年3月24日  | グッバイ 来世でまた会おう | 音楽配信 | -        | -                       |
| 5th | 2021年8月11日  | ペトリコール              | 音楽配信 | -        | -                       |
| 6th | 2023年3月15日  | 少年                      | 音楽配信 | -        | -                       |
| 7th | 2023年12月20日 | ノイズラジオ              | 音楽配信 | -        | -                       |
| 8th | 2024年5月15日  | きらめき                  | 音楽配信 | -        | -                       |
| 9th | 2024年9月4日   | 陽だまりの夢              | 音楽配信 | -        | -                       |

### アルバム
| #                                 | 発売日                            | タイトル                          | 規格                              | 品番                              | 最高順位                          | 最高順位                          |                                   |
| #                                 | 発売日                            | タイトル                          | 規格                              | 品番                              | オリコン                          | Billboard Japan Hot 100           |                                   |
| インディーズ（鶴見river records） | インディーズ（鶴見river records） | インディーズ（鶴見river records） | インディーズ（鶴見river records） | インディーズ（鶴見river records） | インディーズ（鶴見river records） | インディーズ（鶴見river records） | インディーズ（鶴見river records） |
| --------------------------------- | --------------------------------- | --------------------------------- | --------------------------------- | --------------------------------- | --------------------------------- | --------------------------------- | --------------------------------- |
| 1st EP                            | 2020年12月9日                     | 片手に花束を                      | CD                                | UXCL-247                          | 156位                             | -                                 |                                   |
| 2nd EP                            | 2021年9月1日                      | 風の匂い                          | CD                                | UXCL-259                          |                                   | -                                 |                                   |
| 1st                               | 2022年9月7日                      | インナージャーニー                | CD                                | UXCL-288                          |                                   | -                                 |                                   |
| 3rd EP                            | 2023年7月19日                     | いい気分さ                        | CD                                | UXCL-300                          | 245位                             | -                                 |                                   |
| 4th EP                            | 2024年10月2日                     | はごろも                          | CD                                | UXCL-335                          |                                   |                                   |                                   |

### 参加作品
- nonoc「たまご」（2025年）
  - マイクロマガジン社の文芸レーベル「ことのは文庫」6周年記念イメージソング制作プロジェクトで制作された『極彩色の食卓 ホーム・スイート・ホーム』（著者：みお）のイメージソング。本多がギターで参加[22]。

## タイアップ一覧
| 使用年 | 曲名             | タイアップ                                                              |
| ------ | ---------------- | ----------------------------------------------------------------------- |
| 2021年 | 深海列車         | ABEMA『ABEMA Prime』10月度エンディングテーマ                            |
| 2022年 | 映写幕の向こうへ | 映画『THEATERS』エンディングテーマ                                      |
| 2023年 | 少年             | 映画『雑魚どもよ、大志を抱け!』主題歌                                   |
| 2023年 | ノイズラジオ     | 映画『ビューティフル・コンビニエンスワールド』主題歌                    |
| 2024年 | きらめき         | NHK総合・BSプレミアム4K 土曜ドラマ『パーセント』主題歌                  |
| 2024年 | 陽だまりの夢     | ENBUゼミナール シネマプロジェクト 第11弾作品 映画『とりつくしま』主題歌 |
| 2024年 | トーチソング     | テレビ神奈川（tvk）『関内デビル』10月エンディングテーマ                 |
| 2024年 | 流浪のうた       | 映画『グルン We are Gurung』主題歌                                      |

## ミュージックビデオ
| 公開日         | 監督                  | 曲名                     | 備考           |
| -------------- | --------------------- | ------------------------ | -------------- |
| 2020年8月8日   | Ryogo Suguro          | エンドロール             |                |
| 2021年3月17日  | 石田清志郎            | 会いにいけ!              |                |
| 2021年4月10日  | Kiyoshiro Ishida      | グッバイ来世でまた会おう |                |
| 2021年8月11日  | 深津昌和              | ペトリコール             |                |
| 2021年9月1日   | 岩井正人 (COCCO inc.) | 深海列車                 |                |
| 2022年8月17日  | 増田彩来              | 少女                     |                |
| 2022年8月26日  | 岩井正人 (COCCO inc.) | 深海列車 -Another Story- |                |
| 2023年3月15日  | Tatsuhiko Nakahara    | 少年                     |                |
| 2023年7月5日   | Yusuke Arai           | ラストソング             |                |
| 2023年9月29日  | Gui:Des               | PIP                      |                |
| 2023年12月31日 | Tae Tomimoto          | ノイズラジオ             | リリックビデオ |
| 2024年5月27日  | Tatsuhiko Nakahara    | きらめき                 |                |
| 2024年9月4日   | 東かほり              | 陽だまりの夢             |                |

## 出演

### ラジオ
- インナージャーニーの「おしゃべりじょうずかな」（エフエムナックファイブ『ラジオのアナ〜ラジアナ』木曜日内コーナー、2024年4月4日 - ）